# Phaegoptera fasciatus
Phaegoptera fasciatus là một loài bướm đêm thuộc phân họ Arctiinae, họ Erebidae.